# 朝鮮総督府鉄道デロニ形電気機関車
朝鮮総督府鉄道デロニ形電気機関車（ちょうせんそうとくふてつどうデロニがたでんききかんしゃ）は朝鮮の日本統治時代、朝鮮総督府鉄道向けに日立製作所が製造した電気機関車。

## 概要
朝鮮総督府鉄道において最急勾配路線であった京元（現在の京元線および江原線）・咸鏡線の福渓駅・高山駅間53.9 km（キロメートル）の峠越えを行う列車の牽引用としてデロイ形とともに開発された。両車とも東洋初の直流3,000 V（ボルト）電気機関車として製造され、勾配線区用に電力回生ブレーキと重連用総括制御機能を備えていた。
1943年（昭和18年）、日立製作所水戸工場からデロニ形2両が納入されて、東芝製のデロイ形合計4両とともに1944年4月1日から運行を始めた。峠越えは重連運転で行い、1,200 t（トン）列車を時速42 km/h（キロメートル毎時）で牽引する能力を有していた。

## 構造

### 主電動機
デロニ形の主電動機は一基あたり350 kW（キロワット）の出力で製造された。385 kWのデロイ形と比べると低い数値ではあったが、最高速度は75 km/hで同一、定格速度は42.5 km/hから44 km/hへとむしろ向上している。

### ブレーキ
通常の空気ブレーキに加えて電力回生ブレーキを備えた。

## デロイ形とデロニ形
朝鮮総督府鉄道局工作課で車両設計を担当した西山重道の述懐によると、計画段階では東芝のデロイと日立のデロニをいずれもデロイと呼んでおり、後に個別の形式に呼び分けることになったという。
デロイ形とデロニ形は類似した性能を持つが、補器として装備された空気圧縮機と電動送風機の駆動方式が異なっていた。デロイ形（東芝および三菱製）は高圧式として3,000 Vで駆動し、デロニ形（日立製）は100 Vの低圧で駆動を行った。重量は出典ごとに諸元に差異が見られるが、『朝鮮交通史』ではデロイ形139 t、デロニ形136 tと表記している。

## 発注台数
デロイ・デロニ合わせて26両が発注されたが、これは戦時中に資材確保を行うための方便であったという。実際の所要量は16両で、26両分の物資動員計画を掛けてようやく16両分の資材が揃うと見込まれた。

## 納入台数
製造および納入台数は出典によって多少のばらつきがあり、デロイとデロニの混同も見られる。日本電機工業会がまとめた『日本電気工業史』ではすべてデロイとして扱われているが、日立製の合計6両がデロニに相当する。
| 年別               | 東芝 | 日立 | 三菱 | 納入先     |
| ------------------ | ---- | ---- | ---- | ---------- |
| 1943年（昭和18年） | 4    | 4    |      | 朝鮮鉄道局 |
| 1944年（昭和19年） |      | 2    |      | 〃         |
| 1946年（昭和21年） | 4    |      | 1    | 韓国運輸局 |
| 1948年（昭和23年） |      |      | 1    | 〃         |
| 計                 | 8    | 6    | 2    |            |